# Темноріг гладенький
{{#ifeq:0|0|{{#if:|{{#if:Phaeoceroslaevis|[[]}}|}}}}
Темноріг гладенький (Phaeoceros laevis) — вид квіткорогофітів роду Phaeoceros. Його зазвичай можна знайти в місцях з великою кількістю вологи, таких як вологий ґрунт на полях, береги струмків і річок або затоплені під поверхнею річок. Виростає до максимальної висоти близько 5 міліметрів, і рослини однодомні; на дорсальній поверхні видно статеві органи.
Зверху таллом майже плоский. Воно темно-зеленого, злегка блискучого кольору, позбавлене міжклітинного простору. Його капсула зазвичай має довжину від 150 мм до 460 мм. Основа оточена циліндричною піхвою, яка часто розширюється біля гирла. Спори жовті з зернисто-папілозною поверхнею. Елатери жовтуваті, часто гілки, різні за розміром і формою. Тонкі зелені капсули, у великій кількості, нагадують пучки трави. Для визначення виду необхідні зрілі спори.
Цитологія P. laevis була предметом значного вивчення. У 1909 році Лотсі повідомив, що рослина містить один хлоропласт у кожній клітині гаметофіту та два в кожній клітині спорофіту. Спорофіт уподібнюється подовженому веретену. Дослідження, проведені Лорбером у 1924 році, показали, що в клітині під час поділу присутні дві пластиди, розмір яких, згідно з Макалістером, може відрізнятися. Центросоми цього виду, подібно до Marchantia polymorpha, складаються з двох центріолей, розташованих один до одного, які з’єднані продовженням їхніх колісних структур.